# 博拉甘傑烏帕齊拉
博拉甘傑乌帕齐拉是孟加拉国錫爾赫特縣的一个乌帕齐拉，位於錫爾赫特专区的錫爾赫特縣。。

## 人口
據1991年孟加拉國人口普查，博拉甘傑共有戶數36,919戶，人口230865人。其中男性佔比50.67%，女性佔比49.33%；成年人口115,624人。該地7歲以上人口之平均識字率為57.4%。